# Panicum dewinteri
Panicum dewinteri là một loài thực vật có hoa trong họ Hòa thảo. Loài này được J.G.Anderson mô tả khoa học đầu tiên năm 1967.